# فهرست کوه‌های ارمنستان
کوه‌های ارمنستان (ارمنی: Հայաստանի լեռներ)

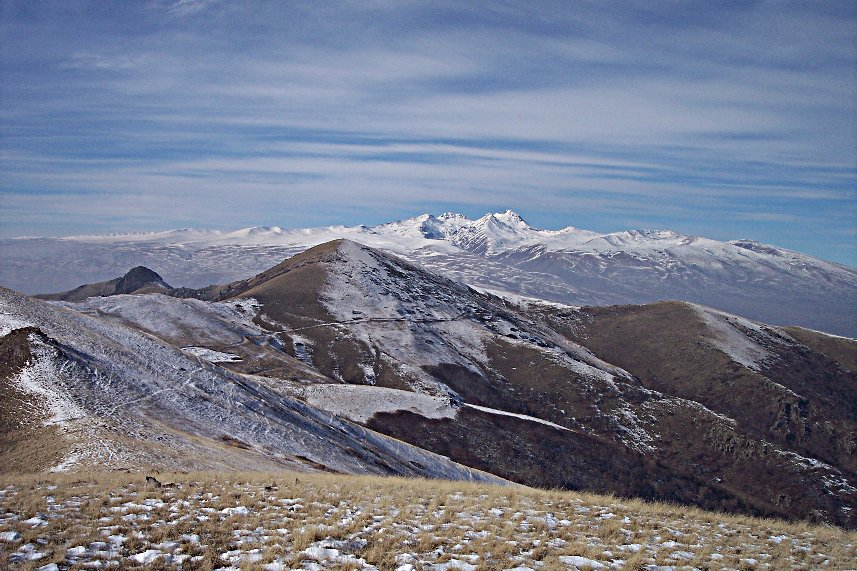

ارتفاع متوسط کشور ارمنستان از سطح دریا ۵۹۰۰ فوت (۱۸۰۰ متر) می‌باشد. تنها کمتر از ۱۰٪ سرزمین ارمنستان دارای ارتفاع کمتر از ۳۳۰۰ فوت ارتفاع دارند و در حدود نیمی از مساحت این کشور سرزمین‌هایی با ارتفاع ۳۳۰۰ تا ۶۶۰۰ متر پوشیده شده‌است.
بلندترین قله ارمنستان قله آراگاتس یا آلاگیاز است که در شمال غرب این جمهوری واقع شده‌است.

## رشته کوه‌ها
1. رشته‌کوه جاواختی
2. رشته‌کوه ارمنستان-گرجستان
3. رشته‌کوه بازوم، پوشیده در شرق و غرب در استان‌های شیراک و لوری در شمال ارمنستان
4. رشته‌کوه پامباک، پوشیده شمالغربی-جنوبشرقی در استان‌های لوری و کوتایک
5. رشته‌کوه گوگاریک
6. رشته‌کوه وُسکپات
7. رشته‌کوه مورغاز
8. رشته‌کوه آرگونی
9. رشته‌کوه سوان، شرق دریاچه سوان در امتداد مرز با جمهوری آذربایجان
10. رشته‌کوه تساغکونی
11. رشته‌کوه گقام
12. رشته‌کوه واردنیس
13. رشته‌کوه
14. رشته‌کوه زانگزور، در جنوب ارمنستان استان سیونیک
15. رشته‌کوه بارگوشات
16. رشته‌کوه مغری

## قله‌های برجسته
| نام کوه        | ارتفاع (متر) | استان                                    |
| -------------- | ------------ | ---------------------------------------- |
| آراگاتس        | ۴۰۹۵         | آراگاتسوتن                               |
| آرایی          | ۲۵۷۷         | آراگاتسوتن                               |
| Tezh           | ۳۱۰۱         | Triple point of آراگاتسوتن، لوری، کوتایک |
| آچکاسار        | ۳۱۹۶         | مرز شیراک و لوری                         |
| قله اوراسار    | ۲۹۹۲         | مرز شیراک و لوری                         |
| لالوار         | ۲۵۴۵         | لوری                                     |
| چاتین          | ۲۲۴۶         | لوری                                     |
| تغنیس          | ۲۸۵۱         | کوتایک                                   |
| Murghuz        | ۲۹۹۳         | تاووش                                    |
| آرتانیش        | ۲۴۶۱         | گغارکونیک                                |
| کاشاتاغ        | ۲۹۰۱         | گغارکونیک                                |
| Koshadagh      | ۳۳۱۷         | گغارکونیک                                |
| آژداهاک        | ۳۵۹۷         | گغارکونیک                                |
| اسپیتاکاسار    | ۳۵۵۵         | گغارکونیک                                |
| گغاسار         | ۳۴۴۳         | گغارکونیک                                |
| واردنیس        | ۳۵۲۰         | گغارکونیک                                |
| گنداسار        | ۲۹۴۷         | وایوتس‌جور                                |
| Kezelboghaz    | ۳۵۹۴         | سیونیک                                   |
| متس ایشخاناسار | ۳۵۵۲         | سیونیک                                   |
| خوستوپ         | ۳۲۱۴         | سیونیک                                   |
| باغاتسسار      | ۳۲۵۶         | سیونیک                                   |
| کاپودچوغ       | ۳۹۰۶         | سیونیک                                   |
| آرامازد        | ۳۳۹۲         | سیونیک                                   |
| اورتس          | ۲۴۲۵         | آرارات                                   |
| کتوتس          | ۲۳۰۰         | آرارات                                   |
| آرنی           | ۲۰۴۷         | آراگاتسوتن                               |
| پوراک          | ۲۸۰۰         | گغارکونیک                                |
| Karktasar      | 2743         |                                          |
| Armaghan       | 2829         |                                          |
| Menaksar       | 2399         |                                          |
| Hatis          | 2529         |                                          |
| Ghumansar      | 2299         |                                          |